# Mundochthonius bifurcatus
Mundochthonius bifurcatus är en spindeldjursart som beskrevs av T. H. Kim och Hong 1994. Mundochthonius bifurcatus ingår i släktet Mundochthonius och familjen käkklokrypare. Inga underarter finns listade i Catalogue of Life.